# Rodolfo Rabanal
Rodolfo Rabanal (Buenos Aires, 15 giugno 1940 – Punta del Este, 2 novembre 2020) è stato uno scrittore, giornalista e politico argentino.

## Biografia
Dopo gli studi in filosofia e legge alle università di Buenos Aires e La Plata, iniziò la carriera di giornalista, collaborando principalmente con il quotidiano La Nación. Esordì come scrittore nel 1975 con il romanzo El apartado ("La sezione"), ma trovò il successo con il suo secondo lavoro, il best seller Un día perfecto ("Un giorno perfetto"), pubblicato nel 1978. Dopo aver trascorso alcuni anni tra Stati Uniti e Francia, rientrò in Argentina nel 1984 e divenne sottosegretario della cultura nel governo guidato da Raúl Alfonsín.
In carriera ottenne numerosi riconoscimenti, tra cui il Guggenheim Fellowship nel 1988, e il premio per il miglior romanzo del Pen Club argentino nel 1998 per Cita en Marruecos ("Appuntamento in Marocco"). Nel 2010 fu incluso nella lista stilata in occasione del bicentenario dell'indipendenza argentina delle 200 personalità più influenti della storia del paese. Pubblicò l'ultimo romanzo La vida escrita ("La vita scritta") nel 2015.
Rabanal è morto nel 2020 per un tumore cerebrale.